# Traci, Cosău
Traci (în ucraineană Трач) este localitatea de reședință a comunei Traci din raionul Cosău, regiunea Ivano-Frankivsk, Ucraina.

## Demografie
Componența lingvistică a localității Traci
     Ucraineană (99,43%)
     Alte limbi (0,57%)
Conform recensământului din 2001, majoritatea populației localității Traci era vorbitoare de ucraineană (99,43%), existând în minoritate și vorbitori de alte limbi.